# 早島町
早島町（はやしまちょう）は、岡山県南中央部に位置し、都市雇用圏では岡山都市圏に属する町。県庁所在地の岡山市と県下第2位の都市倉敷市に四方を囲まれており、双方のベッドタウンとなっている。また、面積は県下自治体の中で最小である一方、人口密度は県下最大となっている。（地図 - Google マップ）

## 地理
町域の大部分は古代には「吉備の穴海」と呼ばれ、船の重要な航路となっていたおり、「早島」はその名の通り島の一つであった。その内海では数百年前から高梁川などからの土砂で次第に干潟化が進んでいった。
戦国大名の宇喜多氏が一円の領主となると干拓による新田開発が進んだ。児島湾干拓の先駆けとなる宇喜多堤は四国の金刀比羅宮への街道「金毘羅往来」の一部となり、特に山陽道を吉備津から南下して早島に至る南北ルートと、岡山から米倉や妹尾を経て早島に至る東西ルートは現在の市場地内で合流し、宇喜多堤を西進して茶屋町方面に向かっており大いに賑わった。
町の南部は干拓地で岡山平野の一部を形成し、中央部にかつて島であった丘陵がある。北部も丘陵となっており、岡山市と一体化した岡山県総合流通センター、民間の流通団地、独立行政法人国立病院機構南岡山医療センターなどが立地する。JR西日本宇野線（瀬戸大橋線）により結ばれた岡山市との関係が深いが、倉敷市との関係も深く、町民の通勤・通学先に占める割合はほぼ同率であり、両市でそのほとんどを占めている（後述）。なお、警察署・消防署の管轄区域や県立高等学校の学区などでは倉敷市（矢尾、日笠山、若宮は岡山市）と同じ区域に区分される。
- 河川: 汐入川

### 隣接している自治体・行政区
- 岡山市（北区･南区）
- 倉敷市

## 歴史

### 沿革
- 江戸時代 旗本早島戸川氏3千石の陣屋が置かれる。但し矢尾は、池田輝録以来生坂藩の領地。
- 1889年（明治22年）6月1日 早島村、矢尾村及び前潟村の区域をもって、早島村が発足する。
- 1896年（明治29年）2月26日 町制施行して、早島町となる。
- 1987年（昭和62年）3月9日 町旗・町章を制定する。[3][4]

早島町旗
早島町章

## 行政
- 町長：佐藤博文（2023年8月28日就任、1期目）
- 議会：定数10[5]

## 経済

### 産業
- 農業：米。
- 工業：イグサや畳表が主要生産品であったが、現在では皆無である。代表的なものとして繊維工業がある。
- 商業：交通の要衝であるため、北部丘陵には複数の流通団地が立地している。中国・四国地方屈指の規模を誇る岡山県総合流通センターは、早島町と岡山市に誇がっており、西日本有数のコンベンション施設「コンベックス岡山」も立地している。岡山県総合流通センターに進出した主な企業は以下のとおり。
  - 三洋電機
  - シャープ
  - イトーキ
  - コクヨ
  - サンゲツ
  - 日本ペットフード
  - テルモ
  - グンゼ

など

#### 本社を置く企業
- ハローズ（実質上の本社。登記上は福山市。町内に店舗はない）

## 姉妹都市・提携都市だった自治体

### 国内
- 千丁町（熊本県八代郡）※現・八代市
  - 1978年4月13日姉妹都市提携（2006年 千丁町の合併に伴い解消）

## 地域

### 医療

国立病院機構南岡山医療センター

- 国立病院機構南岡山医療センター

### 人口
| |                                        |  |
| 早島町と全国の年齢別人口分布（2005年） | 早島町の年齢・男女別人口分布（2005年） |  |
| ■紫色 ― 早島町 ■緑色 ― 日本全国 | ■青色 ― 男性 ■赤色 ― 女性              |  |
| 早島町（に相当する地域）の人口の推移 \| 1970年（昭和45年） \| 8,352人 \| \| \| 1975年（昭和50年） \| 9,503人 \| \| \| 1980年（昭和55年） \| 10,816人 \| \| \| 1985年（昭和60年） \| 11,593人 \| \| \| 1990年（平成2年） \| 11,634人 \| \| \| 1995年（平成7年） \| 11,562人 \| \| \| 2000年（平成12年） \| 11,915人 \| \| \| 2005年（平成17年） \| 11,921人 \| \| \| 2010年（平成22年） \| 12,214人 \| \| \| 2015年（平成27年） \| 12,154人 \| \| \| 2020年（令和2年） \| 12,368人 \| \| |                                        |  |
| 総務省統計局 国勢調査より |                                        |  |
| 1970年（昭和45年） | 8,352人                                |  |
| 1975年（昭和50年） | 9,503人                                |  |
| 1980年（昭和55年） | 10,816人                               |  |
| 1985年（昭和60年） | 11,593人                               |  |
| 1990年（平成2年） | 11,634人                               |  |
| 1995年（平成7年） | 11,562人                               |  |
| 2000年（平成12年） | 11,915人                               |  |
| 2005年（平成17年） | 11,921人                               |  |
| 2010年（平成22年） | 12,214人                               |  |
| 2015年（平成27年） | 12,154人                               |  |
| 2020年（令和2年） | 12,368人                               |  |

### 通勤・通学
| 総数 6060人 | 町内へ通勤・通学 24.4%（1476人） | 町内へ通勤・通学 24.4%（1476人） | 町内へ通勤・通学 24.4%（1476人） |
| 総数 6060人 | 町外へ通勤・通学 73.4%（4449人） | 1                                | 岡山市 33.9%（2054人）           |
| 総数 6060人 | 町外へ通勤・通学 73.4%（4449人） | 2                                | 倉敷市 32.3%（1960人）           |
| 総数 6060人 | 町外へ通勤・通学 73.4%（4449人） | 3                                | その他 6.4%（387人）             |

| 総数 4872人 | 町内から通勤・通学 30.3%（1476人） | 町内から通勤・通学 30.3%（1476人） | 町内から通勤・通学 30.3%（1476人） |
| 総数 4872人 | 町外から通勤・通学 65.9%（3213人） | 1                                  | 倉敷市 33.6%（1637人）             |
| 総数 4872人 | 町外から通勤・通学 65.9%（3213人） | 2                                  | 岡山市 24.2%（1181人）             |
| 総数 4872人 | 町外から通勤・通学 65.9%（3213人） | 3                                  | その他 8.1%（395人）               |

2010年時点で早島町内に住む者は73.4%が町外へ通勤・通学しており、流出先は岡山市（33.9%）と倉敷市（32.3%）がほとんどを占め、通勤・通学率は両市ともほぼ半々となっている。流入人口（3213人）よりも流出人口（4449人）の方が多くなっており、このことから町内は昼間人口より夜間人口の方が多いベッドタウンとしての性格が色濃く、岡山・倉敷両市のほぼ同率の影響下にあることが見て取れる。

### 教育
- 早島町立早島小学校
- 早島町立早島中学校
- 岡山県立早島支援学校
- 国立療養所南岡山病院附属看護学校
- 関西書道専門学校

## 交通

### 鉄道路線

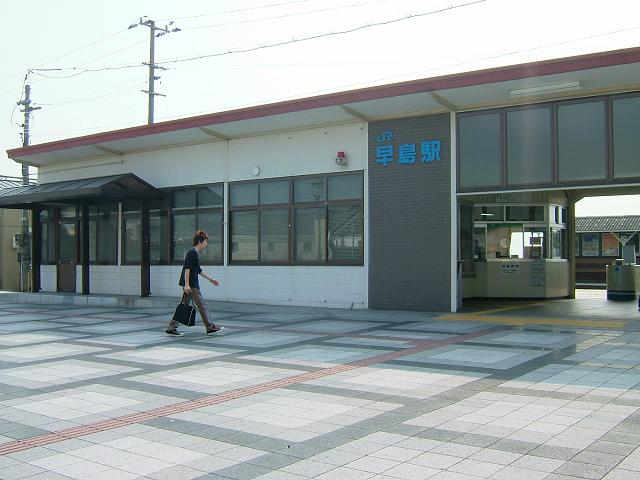
早島駅

- JR西日本宇野線（瀬戸大橋線）：早島駅 - 久々原駅

### バス路線
岡電バス
- 天満屋バスセンター - 岡山駅 - 市役所前 - 大元駅前 - 米倉 - 汗入 - せのお病院前 - 火の見 - コンベックス岡山前 - 流通センター早島地区イトーピア団地入口

両備バス
- 中庄駅 → 流通センター → コンベックス岡山前 → 下撫川 → 庭瀬本町 → 野田東 → 大供 → 岡山駅 → 天満屋バスセンター

平日に朝に1本のみ運行。
- 中庄駅〜コンベックス岡山（直行）

コンベックス岡山での大規模イベント開催時で、イベントの主催者がバス会社に運行願いをしている時の土曜・日曜に運行。
早島コミュニティバス
早島タクシーが早島町から受託・運行している。運行時間・本数は7時から19時までの毎時1往復。運賃は無料。定期運行は日曜〜金曜（祝祭日を除く）で、町主催全町行事日（土曜日）に臨時運行する。
- 東コース（2コース）

早島駅 - 真磯 - 若宮 - 日笠山 - イトーピア - コンベックス
- 西コース（2コース）

早島駅 - 噂島西 - 備南台 - ニュー早島 - 中山広場 - コンベックス

### タクシー
- 早島タクシー
- 澤田交通

## 放送
ケーブルテレビ
- 倉敷ケーブルテレビ（KCT）　配信地区:矢尾（取材地区は早島町全域である。）

地上波テレビ放送
早島町は全域が岡山本局(金甲山送信所)のエリアに入るため、良好に入る。
| 局名                 | 局名                 | NHK岡山 | NHK岡山 | NHK高松 | NHK高松 | RSK  | OHK  | TSC  | RNC  | KSB  | 出力                         | 偏波面 | 送信 場所 |
| 局名                 | 局名                 | 総合    | 教育    | 総合    | 教育    | RSK  | OHK  | TSC  | RNC  | KSB  | 出力                         | 偏波面 | 送信 場所 |
| デジタルリモコン番号 | デジタルリモコン番号 | 1ch     | 2ch     | 1ch     | 2ch     | 6ch  | 8ch  | 7ch  | 4ch  | 5ch  | 出力                         | 偏波面 | 送信 場所 |
| -------------------- | -------------------- | ------- | ------- | ------- | ------- | ---- | ---- | ---- | ---- | ---- | ---------------------------- | ------ | --------- |
| 岡山                 | デジタル             | 32ch    | 45ch    | 24ch    | 13ch    | 21ch | 27ch | 18ch | 20ch | 30ch | NHK岡山・民放2kW NHK高松200W | 水平   | 金甲山    |
| 岡山                 | アナログ             | 5ch     | 3ch     | -       | -       | 11ch | 35ch | 23ch | 9ch  | 25ch | V10kW/U20kW                  | 水平   | 金甲山    |

FMラジオ放送
県域FMラジオ局は金甲山送信所からの電波で聞くことができる。コミュニティ放送は、各送信所からの電波が良好に入り、公式サイトではサービスエリアに入っている。
- NHK岡山FM：88.7MHz（岡山局 出力1kW）
- FM岡山：76.8MHz（岡山局 出力1kW）
- 岡山シティエフエム：79.0MHz（岡山局 出力20W）
- エフエムくらしき：82.8MHz（倉敷局 出力20W）

AMラジオ放送
- NHK岡山第1放送：603kHz（岡山局 出力5kW）
- NHK岡山第2放送：1386kHz（岡山局 出力5kW）
- RSKラジオ：1494kHz（岡山局 出力10kW）

## 道路
高速道路
- 町内にあるインターチェンジ：山陽自動車道、瀬戸中央自動車道　早島IC

一般国道
- 町内を走る一般国道：国道2号岡山バイパス

都道府県道
- 町内を走る県道：岡山県道152号倉敷妹尾線、岡山県道153号早島吉備線、岡山県道165号藤戸早島線、岡山県道187号早島松島線

## 名所・旧跡・観光スポット・祭事・催事
- いかしの舎
- コンベックス岡山
- 早島楽市「ぼっけーDAY」（原則 第4日曜日開催）
- 戸川家記念館
- 早島公園
- 鶴崎神社

## 出身著名人
- 溝手保太郎 - 貴族院多額納税者議員